# 費爾普萊恩鎮區 (密歇根州)
費爾普萊恩鎮區（英語：Fairplain Township）是位於美國密歇根州蒙卡爾姆縣的一個行政鎮區。

## 地方資料
費爾普萊恩鎮區的面積為93.00平方千米，當中陸地面積為91.20平方千米，而水域面積為1.80平方千米。根據2020年美國人口普查的數據，當地共有人口1802人，而人口密度為每平方千米19.38人。